# Rilly-la-Montagne
Rilly-la-Montagne is een gemeente in het Franse departement Marne in de regio Grand Est. De plaats maakt deel uit van het arrondissement Reims. Rilly-la-Montagne telde op 1 januari 2022 1.009 inwoners.

## Geografie
De oppervlakte van Rilly-la-Montagne bedroeg op 1 januari 2022 8,87 vierkante kilometer; de bevolkingsdichtheid was toen 113,8 inwoners per km².

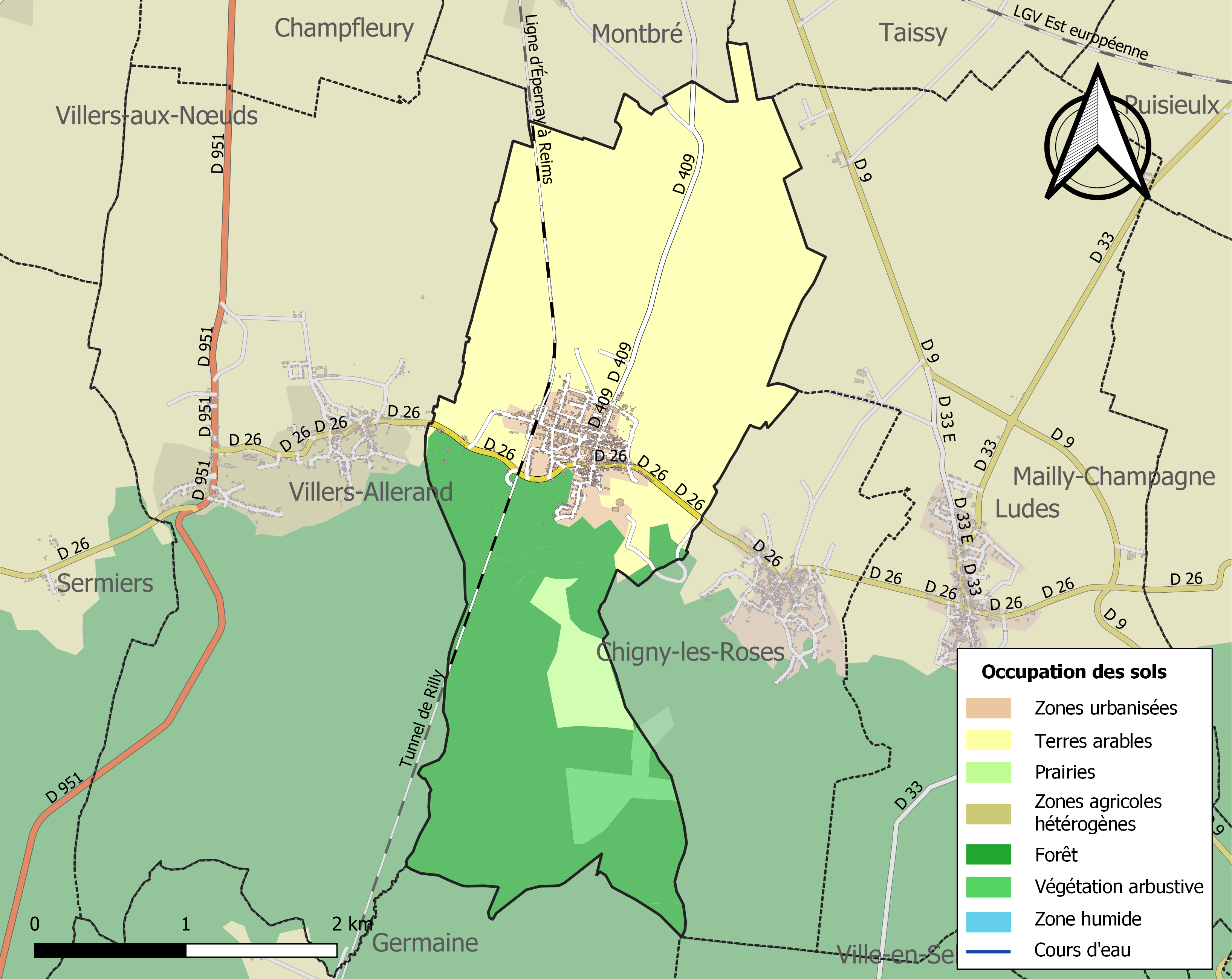
Kaart van de gemeente met de belangrijkste infrastructuur, bodemgebruik en omliggende gemeenten

## Wijnbouw
Rilly ligt op de Montagne de Reims en is een premier cru-gemeente van de Champagne met wijngaarden die de druiven voor de champagne leveren.  De kelders van de in de Franse Revolutie verwoeste Abdij van Saint-Nicaise worden gebruikt door het champagnehuis Binet.

## Demografie
Onderstaande figuur toont het verloop van het inwonertal (bron: INSEE-tellingen).